# 白石沟乡
白石沟乡是中国陕西省汉中市略阳县下辖的一个乡。

## 行政区划
白石沟乡下辖以下行政区：
两流水村、安坪沟村、龙洞沟村、安林沟村、两河口村、吴家营村、牌坊坝村、干水磨村、磨坝村